# 石家庄大石桥
石家庄大石桥，位于中国河北省石家庄市新华区大桥路与公里街交叉口东北侧。大桥全长150米，高7米，宽10米。1993年7月15日，列入河北省文物保护单位。石家庄市辖区桥西区以及已经撤销的桥东区，皆得名自大石桥。
大石桥建于1907年，为方便行人跨越正太铁路而建。1937年，日军轰炸石家庄，该桥受损。1939年10月，正太铁路改线后，铁路不再从此桥下穿过。1987年，大石桥修复。